# Schloss Rohrau
Schloss Rohrau és un castell de la ciutat de Rohrau a la Baixa Àustria, al límit amb Burgenland. L'edifici acull la col·lecció d'art dels comtes de Harrach (Schlossmuseum Rohrau)

## Castell medieval i "Herrschaft" o domini
Al segle XII, el marquès de Cham i Vohburg ocupava la zona al voltant de Rohrau. Dietrich de Rorow el va esmentar per primera vegada el 1240 com a resident a la Haus Liechtenstein. La seva línia es va extingir el 1278 amb Dietrich III. La seva filla Diemut es va casar amb Leutold I von Stadeck († 1292/95). Després de la mort de l'últim Johann Stadeck el 1399, el duc Guillem d'Habsburg va voler donar-lo al seu germà Ernest d'Habsburg, però l'hereva Guta es va casar amb Hermann II, comte de Celje i la va rebre del rei Venceslau IV de Bohèmia com a regal. El 1402, Rohrau va passar a mans d’Ulrich, fill d’ Hugo von Montfort -Pfannberg, que va heretar de Guta. El 1404, el rei Robert d'Alemanya va donar als Montfort el castell i el domini, que van posseir durant 120 anys.

## Família Harrach
La família Harrach va aparèixer per primera vegada al sud de Bohèmia al segle xiii, més tard a la veïna Mühlviertel, inclosa la rica ciutat de Freistadt. Els Harrach posseïa finques a Estíria i Caríntia, però els seus principals interessos es van traslladar a Viena i la Baixa Àustria.
Leonhard III von Harrach va heretar el castell i el 1524, durant la Contrareforma, el seu fill Leonhard IV va prendre el partit dels catòlics. Se li va concedir la noblesa el 1552 i, el 1584, l'Orde del Toisó d'Or. El 1586 es retirà després de 55 anys de servei a la cort de Viena i es dedicà al castell de Rohrau. Va morir el 1590 i va ser enterrat a l’ església dels Agustins, a Viena.
El 1593, els turcs van assaltar el castell. Els danys es van reparar entre 1599 i 1605 i es documenten als arxius de la família.

## Col·lecció d'art
El castell acull el Graf Harrach'sche Familiensammlung, una de les col·leccions privades més importants d'Àustria. L'abril de 2006, uns lladres van irrompre i van robar 16 quadres de Rembrandt, Van Dyck, Rubens i Peter Snayers.
El castell i la seva col·lecció ara pertanyen per herència als comtes de Waldburg-Zeil.

## Galeria

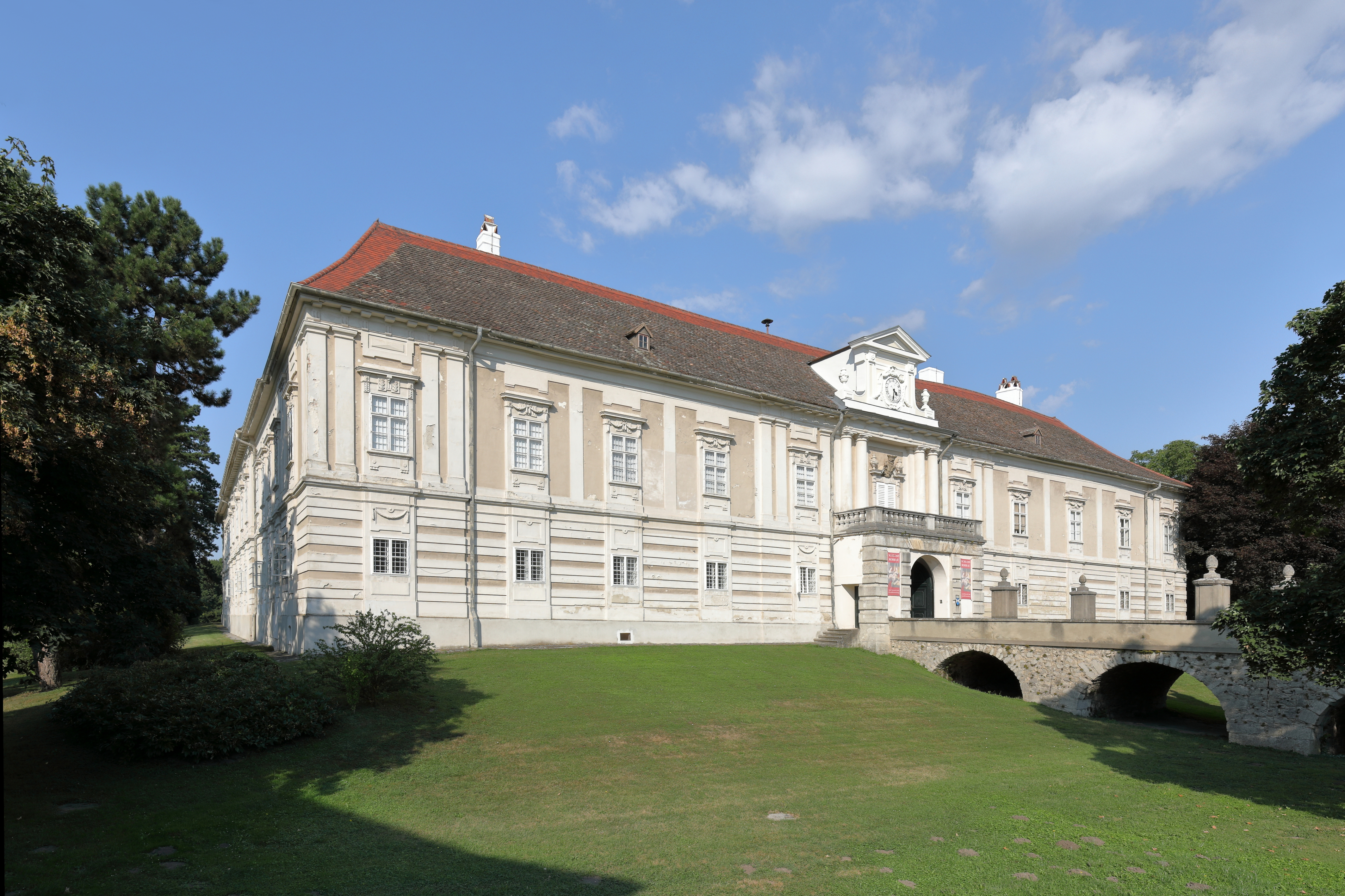
Vista des de l'est
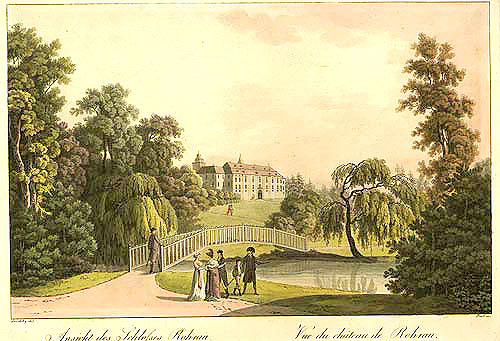
Vista de Schloss Rohrau (c. 1800)
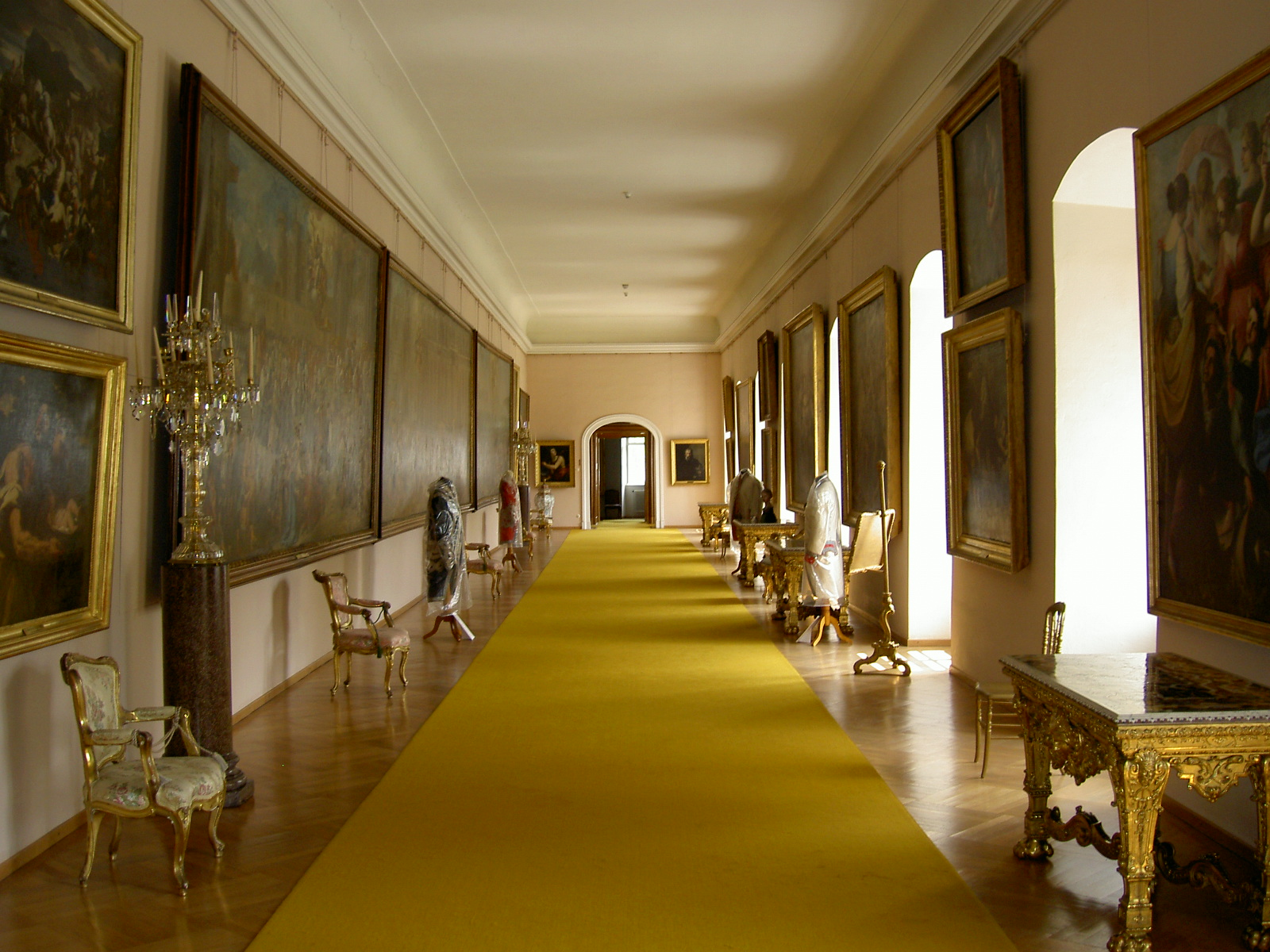
Vista del Gemäldegalerie der Harrach´schen Familiensammlung